# بيتر أوغستسون
بيتر أوغستسون (بالسويدية: Petter Augustsson)‏ هو لاعب كرة قدم سويدي في مركز حراسة المرمى، ولد في 24 يونيو 1980 في السويد. لعب مع Umeå FC ‏.